# Gefragt – Gejagt

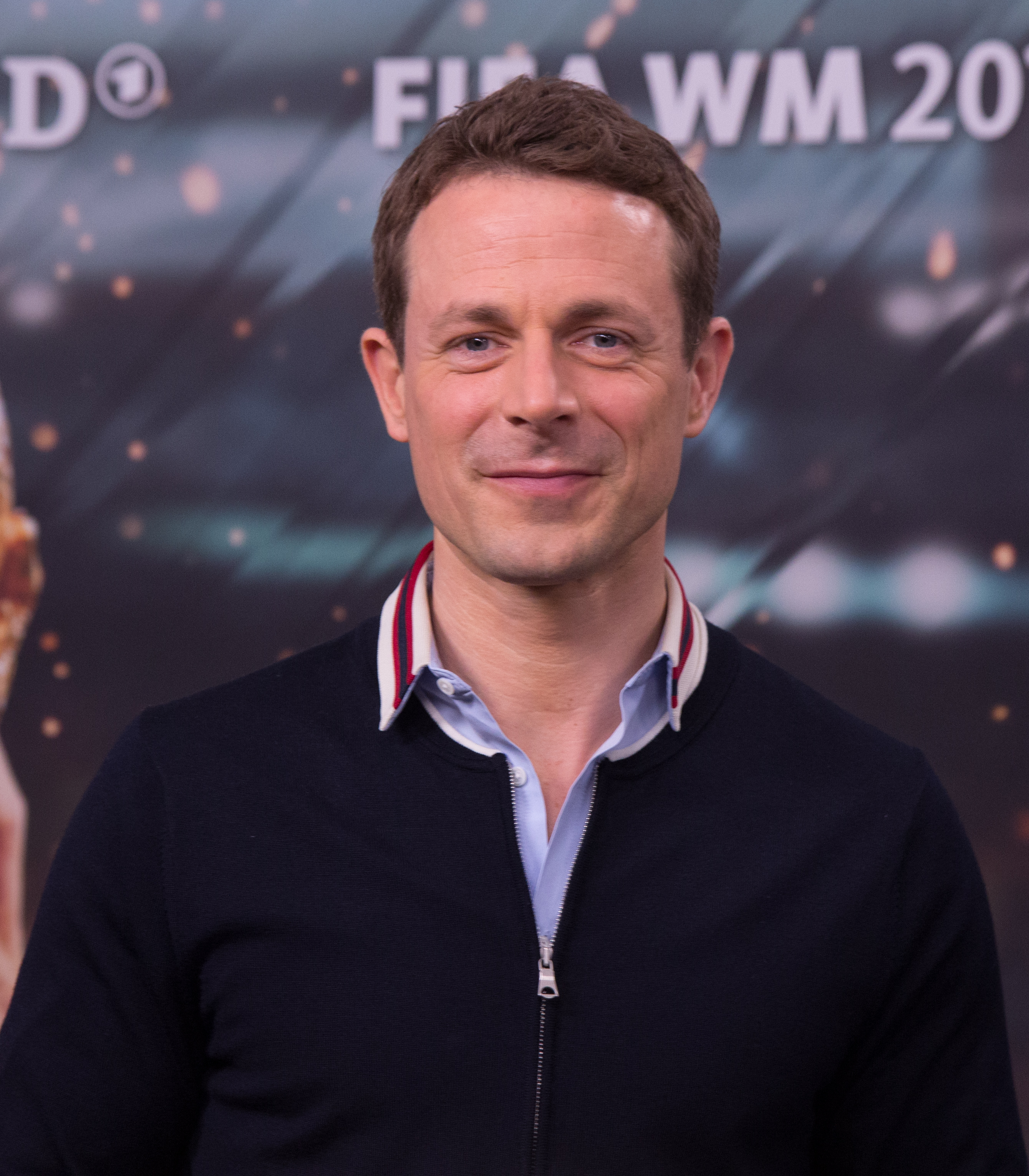
Moderator Alexander Bommes

Gefragt – Gejagt ist eine seit 2012 ausgestrahlte deutsche Quizsendung, die von Alexander Bommes moderiert wird. In der Sendung, die auf der 2009 im Vereinigten Königreich von ITV entwickelten Quizshow The Chase (dt.: „Die Jagd“) basiert, tritt ein Team von Kandidaten gegen den „Jäger“, einen Profi-Quizspieler, an. In den ersten Runden bauen die Kandidaten einzeln eine gemeinsame Spielsumme auf, die sie im Finale zusammen gegen den Jäger verteidigen müssen. Gelingt das, können sie sich die Gewinnsumme teilen.
In Deutschland begann die Ausstrahlung der Sendung im Juli 2012 beim NDR, wo sie bis zum Februar 2015 zu sehen war. Seit Mai 2015 wechselt sie sich im Vorabendprogramm des Ersten staffelweise mit der Sendung Wer weiß denn sowas? ab, bis 2019 auch mit dem Quizduell und in den Jahren 2016 und 2017 mit dem Paarduell. Daneben werden jährlich auch ein bis zwei abendfüllende Prominentenausgaben zur Hauptsendezeit gezeigt.

## Produktion
Die Sendung wird im Studiokomplex der Studio Hamburg GmbH in Hamburg-Tonndorf aufgezeichnet. Bis zum Ausbruch der COVID-19-Pandemie im März 2020 fanden die Aufzeichnungen mit Studiopublikum statt. Anders als bei den ebenfalls in Hamburg-Tonndorf produzierten ARD-Quizsendungen Quizduell und Wer weiß denn sowas?, bei deren Aufzeichnungen spätestens seit der Aufhebung des durch die Pandemie verursachten weltweiten Gesundheitsnotstands durch die WHO im Mai 2023 wieder Zuschauer im Studio zugelassen werden, verzichtet Gefragt – Gejagt jedoch bis auf Weiteres auf Studiopublikum (Stand: 2025).

## Spielablauf

### Kandidatenvorstellung
Jede Sendung beginnt mit einer kurzen Vorstellung der vier Kandidaten durch den Moderator, bei der Name, Beruf und Wohnort erwähnt werden. Bis einschließlich der 11. Staffel stellten diese sich selbst vor und begründeten zusätzlich auf vermeintlich humorvolle Art, warum sie meinen, den Jäger besiegen zu können. Vom Moderator werden die Kandidaten geduzt, während er die Jäger mit Nachnamen siezt.

### Schnellraterunde („Cash Builder“)
In der Geldaufbaurunde beantwortet jeder Kandidat eine Minute lang allein so viele Fragen wie möglich. Für jede richtige Antwort werden ihm 500 Euro (früher 200 Euro) – so genannte „Cash Builder“ – gutgeschrieben. In der britischen Version sind es £ 1000, in der australischen $ 2000 und in der US-amerikanischen $ 10.000 pro Frage. Falls ein Kandidat in der Schnellraterunde keine einzige richtige Antwort gibt, wird ihm laut Reglement für das kommende Duell gegen den Jäger ein Betrag von 500 Euro zur Verfügung gestellt, der im Fall eines Gewinns am Ende wieder abgezogen wird.

### Einzelduell gegen den Jäger („Chase“)
Nach der Schnellraterunde wird der jeweilige Jäger in das Studio gebeten. Der Kandidat muss nun im Einzelduell sein zuvor aufgebautes Kapital gegen den Jäger verteidigen. In dieser Runde werden Fragen mit drei Antwortmöglichkeiten (A, B, C) gestellt, von denen nur eine richtig ist. Die Kandidaten werden auf einem Spielfeld, ähnlich einer Leiter, das sieben Felder umfasst, auf die fünfte Position von unten gesetzt und haben somit einen Vorsprung von drei Feldern gegenüber dem Jäger, der direkt über der obersten Position beginnt. Sobald einer der Spieler (der Jäger oder der Kandidat) eine Antwort gewählt hat, hat der andere noch fünf Sekunden Zeit, danach wird die Frage als nicht erfolgreich gewertet. Bei richtiger Antwort rückt die entsprechende Spielpartei ein Feld nach unten, wobei immer der Kandidat zuerst zieht, danach der Jäger. Ziel des Spielers ist es, das Spielfeld nach unten zu verlassen. Wird er vorher vom Jäger eingeholt, scheidet er aus und sein Kapital verfällt.
Vor Rundenbeginn macht der Jäger dem jeweiligen Spieler zwei Angebote: Er kann seine Summe vervielfachen (beispielsweise von 5.000 auf 30.000 Euro), indem er ein Feld höher beginnt (also seinen Vorsprung verkleinert), oder umgekehrt mit geringerem Kapital spielen und dafür seinen Vorsprung vergrößern. Dabei dürfen die Jäger in einem von der Redaktion der Sendung festgelegten Rahmen die gebotenen Beträge frei auswählen. Neben ganzen Eurobeträgen (z. B. 500 Euro) sind auch krumme (z. B. 0,99 Euro) bzw. seit der sechsten Staffel negative Beträge (z. B. −1000 Euro) zugelassen, die sich dann auf die gesamte Spielsumme des Teams auswirken. Nachdem ein Angebot ausgewählt oder beide abgelehnt wurden, fängt die Jagd mit dem Satz „Die Jagd beginnt!“ an.

### Finale („Final Chase“)
Hier verteidigt das gesamte Team die in den Einzelduellen angesammelte Spielsumme gegen den Jäger. Zunächst bekommt das Team einen Vorsprung von einem Punkt pro verbliebenem Kandidat, also maximal vier, und muss dann zwei Minuten lang möglichst viele Fragen beantworten, wobei es für jede richtige Antwort einen Punkt bekommt. Möchte keiner antworten, muss einer möglichst schnell „weiter“ sagen. Vor jeder Antwort muss der Antwortende einen Buzzer drücken, sonst zählt die Antwort nicht. Konnte sich niemand im Einzelduell für das Finale qualifizieren, müssen sich die vier Kandidaten auf einen Vertreter einigen, der in dieser Runde gegen den Jäger um 500 Euro antritt.
Anschließend versucht der Jäger ebenfalls in zwei Minuten Schnellfragen, die vom Team erreichte Punktzahl einzuholen, beginnt jedoch ohne Vorsprung bei Null. Antwortet er falsch oder passt, wird die Uhr angehalten und die Herausforderer haben die Gelegenheit, die Frage zu beantworten. Ist ihre Antwort richtig, verliert der Jäger einen Punkt; wenn er zu diesem Zeitpunkt bei null Punkten steht, wird den Kandidaten ein weiterer Punkt gutgeschrieben. Erreicht der Jäger die Punktzahl des Teams innerhalb der zwei Minuten, verliert das Team die gesamte Gewinnsumme, andernfalls gewinnt das Team.
Der Gewinn wird unter den Finalteilnehmern aufgeteilt. Die Spielregeln sehen eine gleiche Verteilung vor, die Kandidaten können sich aber auch auf eine andere Aufteilung einigen. Bei Spezialausgaben mit prominenten Kandidaten erhalten die Finalteilnehmer im Falle einer Niederlage jeweils 500 Euro für einen guten Zweck ihrer Wahl.

## Spielvariante „Allein gegen alle“ („Beat the Chasers“)
Die Spielvariante Beat the Chasers, die bereits seit April 2020 im Abendprogramm von ITV im Vereinigten Königreich ausgestrahlt wird, feierte am 17. Oktober 2022 unter dem Titel Allein gegen alle auch in Deutschland Premiere.
In dieser Abwandlung des Spiels treten pro Folge in mehreren in sich abgeschlossenen Spielrunden einzelne Kandidaten allein gegen eine Auswahl von bis zu fünf Jägern (aber nie gegen alle) an. In einer ersten Fragerunde mit bis zu fünf Multiple-Choice-Fragen erspielt sich der Spieler einen Grundbetrag, mit dem er in der zweiten Runde gegen zwei Jäger antreten kann. Er kann aber wahlweise auch – mit der Aussicht auf eine höhere Gewinnsumme – gegen drei, vier oder fünf Jäger spielen. Beantwortet er allerdings schon die erste MC-Frage falsch, scheidet er sofort aus.
In Runde 2 müssen Kandidat und Jäger-Team abwechselnd Fragen beantworten. Bei korrekter Antwort geht die folgende Frage an die jeweils andere Seite, bei falscher (oder keiner) Antwort nicht. Während Frage und Antwort läuft auf der jeweiligen Seite eine Uhr rückwärts ab, ähnlich wie beim Blitzschach. Diejenige Seite, deren Uhr zuerst abgelaufen ist, verliert. Verlieren die Jäger, erhält der Kandidat die zuvor angebotene Gewinnsumme.
Den Kandidaten stehen dabei immer 60 Sekunden zur Verfügung. Die Jäger hingegen kommen den Kandidaten durch eine Verringerung ihrer eigenen Spielzeit entgegen. Bei niedrigen Gewinnsummen (und wenigen Jägern als Gegenspieler) ziehen sie mehr, bei hohen Gewinnsummen (und mehr Jägern) weniger Sekunden von ihrer ursprünglichen Spielminute ab, so dass dem Kandidaten ein Zeitvorteil entsteht.
Ab der 2. Allein-gegen-Alle-Staffel (9.–20. Oktober 2023) wurde der Vorspann der Sendung an das Design der anderen internationalen Versionen von „Beat the Chasers“ angeglichen, in der 1. Staffel hatte man das gewohnte Gefragt – Gejagt-Intro mit dem Zusatz „Allein gegen alle“ verwendet. Da selbst der erweiterte Vorspann von „Beat the Chasers“ nur auf sechs Jäger ausgelegt ist, wird in der deutschen Version die Musik des Vorspanns für fünf Jäger nach den ersten beiden erneut gestartet.

## Die Jäger
Es gibt mehrere wiederkehrende „Jäger“, von denen jeweils einer eine gesamte Sendung bestreitet. Die Jäger bekommen für jeden ihrer Auftritte ein festes Honorar. Jeder Jäger trägt einen bestimmten „Kampfnamen“ und in jeder Sendung ein ähnliches Outfit. Vor dem ersten Einzelduell werden die Jäger mit ironischem Kommentar vom Moderator kurz den Kandidaten und dem Publikum vorgestellt. Welcher Jäger in der jeweiligen Sendung zum Einsatz kommt, ist dabei bis zu seinem ersten Auftreten weder dem Publikum noch den Kandidaten bekannt. Seit 2018 werden je Folge nur drei Jäger in wechselnden Kombinationen vorgestellt.
Die aktuellen Jägerinnen und Jäger  bei Gefragt – Gejagt:
- Sebastian Jacoby, „Der Quizgott“; seit Juni 2013
- Sebastian Klussmann, „Der Besserwisser“; seit Juni 2013[8]
- Manuel Hobiger, „Der Quizvulkan“; seit Mai 2018[9]
- Thomas Kinne, „Der Quizdoktor“; seit August 2018 (pausierte 2024)[10][11]
- Adriane Rickel, „Die Generalistin“; seit September 2021[12]
- Annegret Schenkel, „Die Schlagfertige“; seit Oktober 2022[13]

Ehemalige Jägerinnen und Jäger:
- Holger Waldenberger, „Der Gigant“ (2012 „Die Quizmaschine“); von Juli bis August 2012 (NDR), von Mai 2015 bis April 2017 (Das Erste)[14][15]
- Klaus Otto Nagorsnik, „Der Bibliothekar“; von August 2014 bis Juli 2024 (Nagorsnik starb unerwartet am 22. April 2024, war jedoch zwischen Mai und Juli 2024 in sieben Episoden der 13. Staffel zu sehen, die bereits vor seinem Tod aufgezeichnet worden waren.)[16][17]
- Grażyna Werner, „Die Gouvernante“; unregelmäßig von Januar bis April 2017

Alle Jäger sind oder waren im Deutschen Quiz-Verein (DQV) aktiv, der 2011 von Klussmann gegründet und bis 2023 von ihm geleitet wurde. Klussmann, Jacoby, Hobiger und Waldenberger haben den DQV regelmäßig als Mitglieder der deutschen Quiz-Nationalmannschaft bei internationalen Quizturnieren vertreten.
Das Erscheinungsbild der Jägerin Werner sowie ihr Kampfname Gouvernante waren an die in der britischen Ausgabe The Chase als „The Governess“ auftretende Anne Hegerty angelehnt.
Werner, Hobiger, Kinne und Schenkel waren einst selbst Kandidaten der Sendung. Werner erspielte in der Ausgabe vom 6. November 2015 in der Schnellraterunde 4000 Euro. Im Finale steuerte sie einen der 15 Punkte bei, was nicht zum Sieg gegen Nagorsnik reichte. Hobiger, der in der Schnellraterunde 5500 Euro erspielt hatte, gewann mit seinem Team in der Sendung vom 4. April 2017 nach einem Sieg gegen Nagorsnik 27.500 Euro. Kinne, der in der Schnellraterunde 6000 Euro erspielt hatte, gewann in der Sendung vom 24. Juni 2015 mit seinem Team 37.500 Euro im Spiel gegen Jacoby.
Jacoby, Hobiger, Waldenberger und Kinne waren bereits Sieger der ZDF-Reihe Der Quiz-Champion: Jacoby am 21. April 2012, Hobiger am 25. August 2012 (beide damals unter dem Titel Super-Champion), Waldenberger am 5. November 2016 (Spezialausgabe mit ehemaligen Finalisten nach Scheitern im Oktober 2014) und Kinne am 29. April 2017. Nagorsnik erreichte in der Sendung vom 28. März 2015 ebenfalls das Finale, war dort jedoch nicht siegreich. Schenkel scheiterte in der Ausgabe vom 23. Oktober 2014 bereits in der ersten Runde.

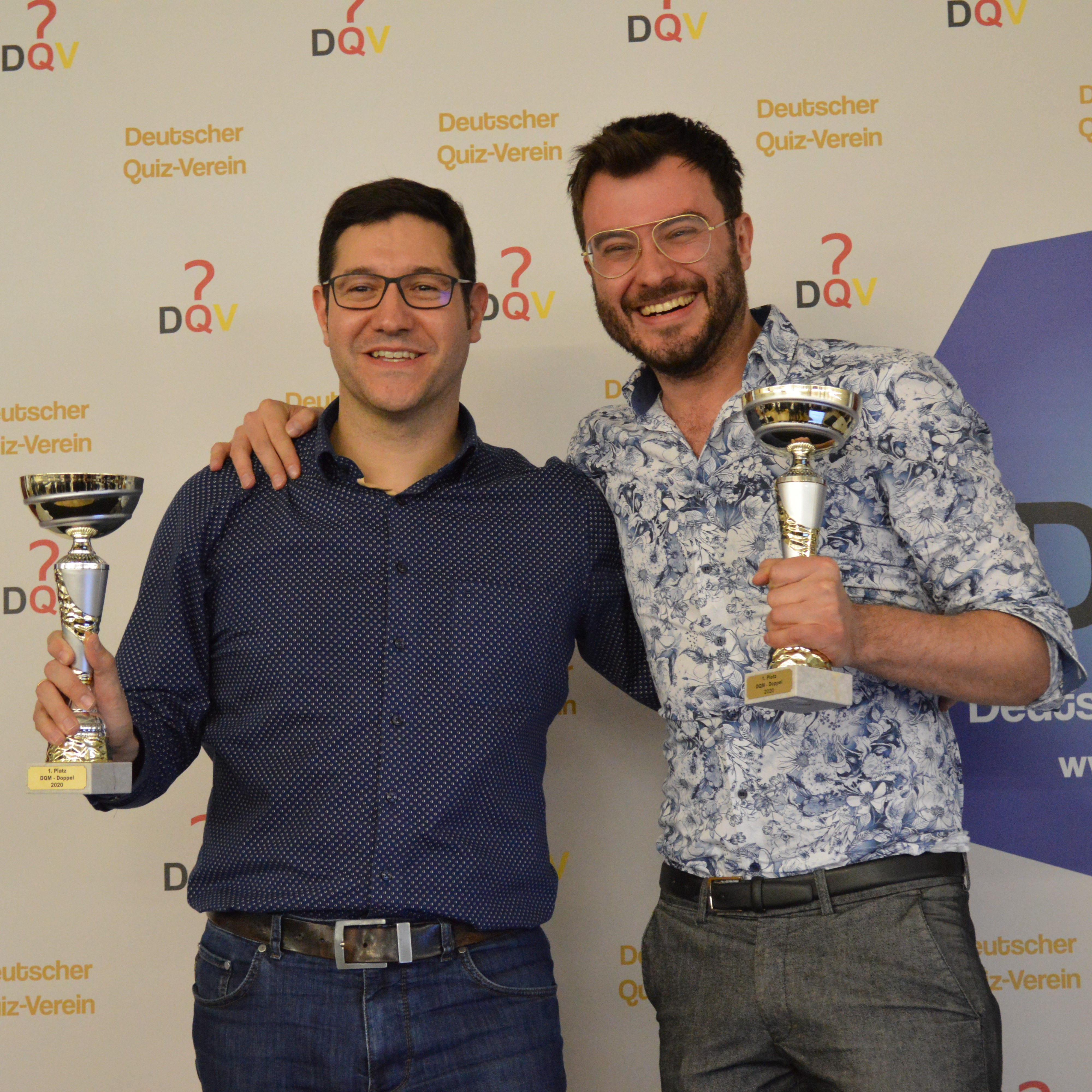
Sebastian Jacoby und Sebastian Klussmann
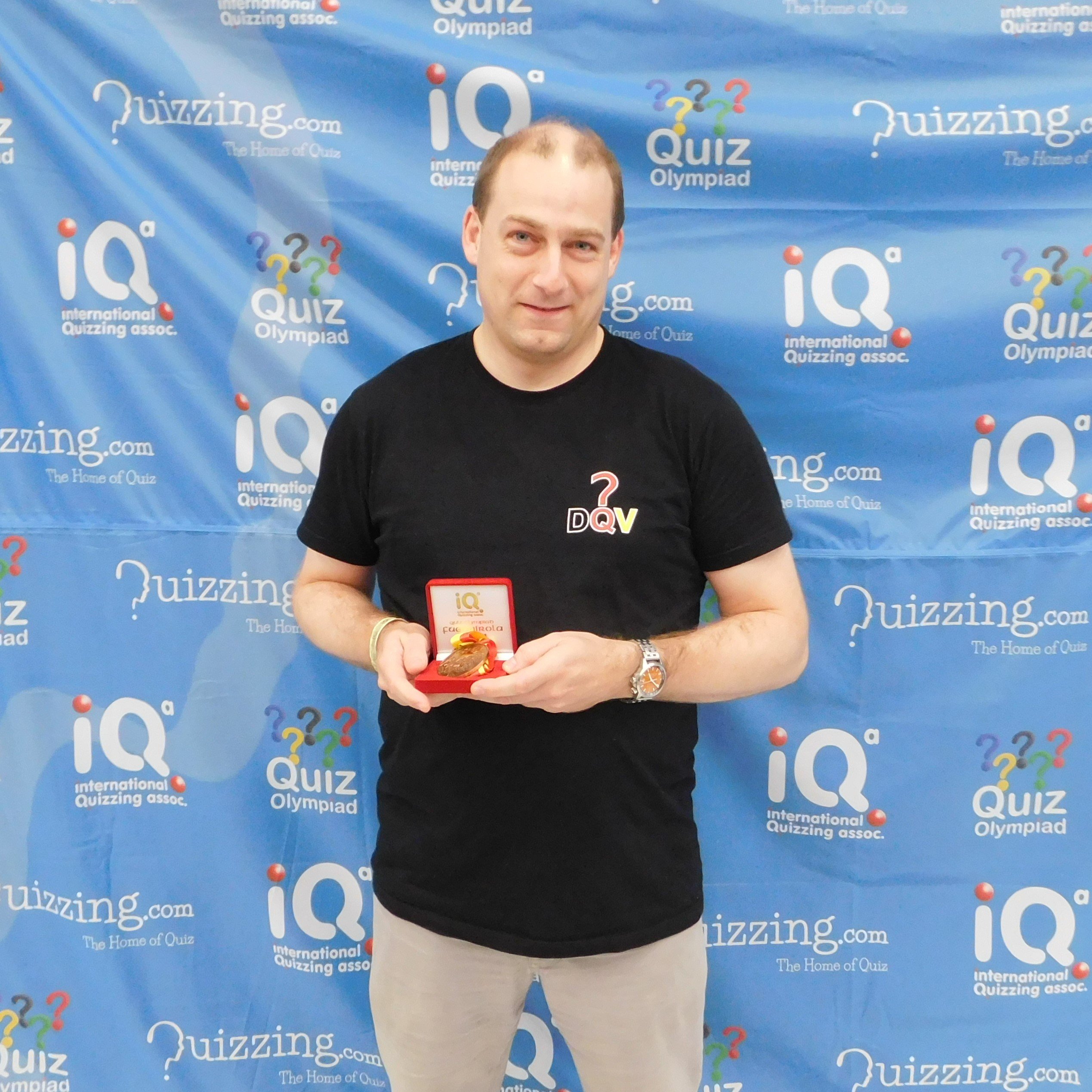
Manuel Hobiger
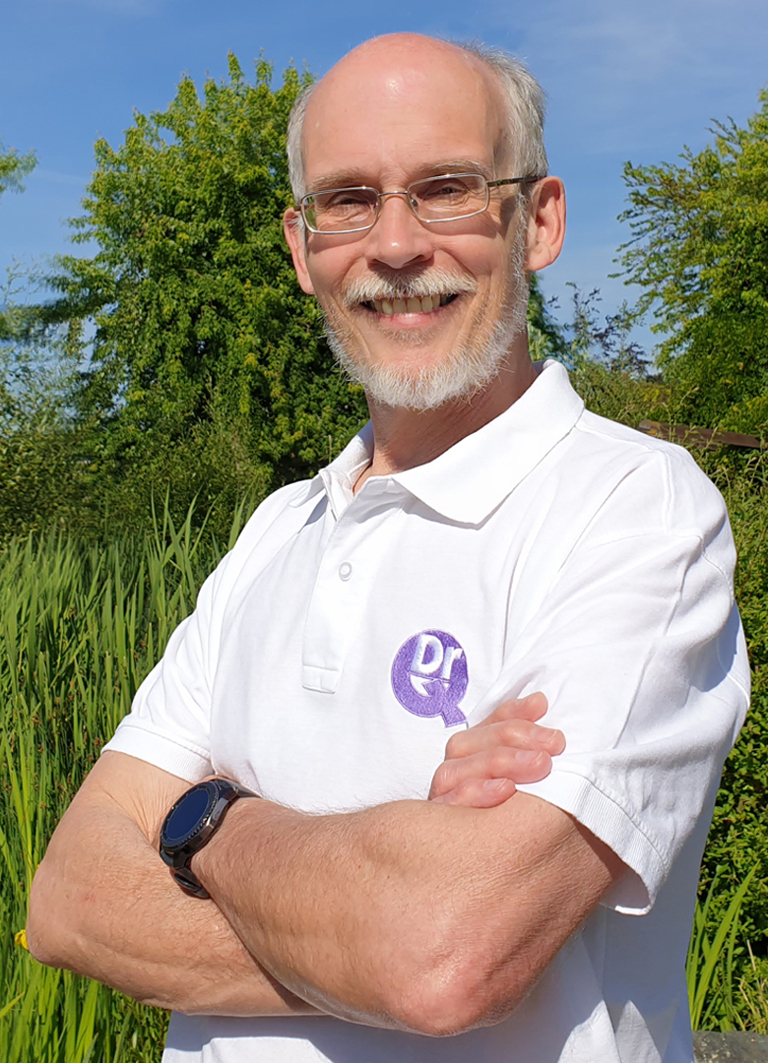
Thomas Kinne
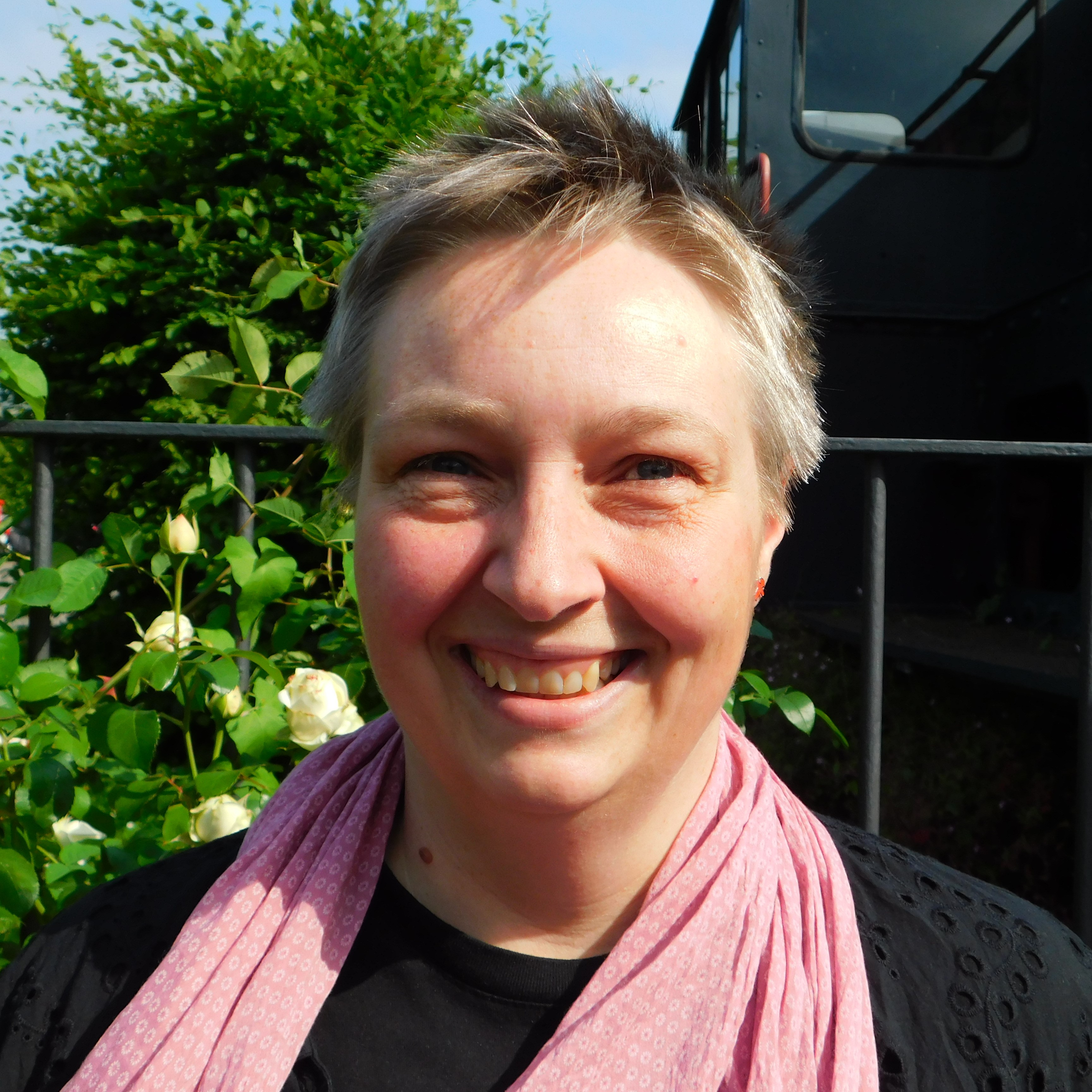
Adriane Rickel
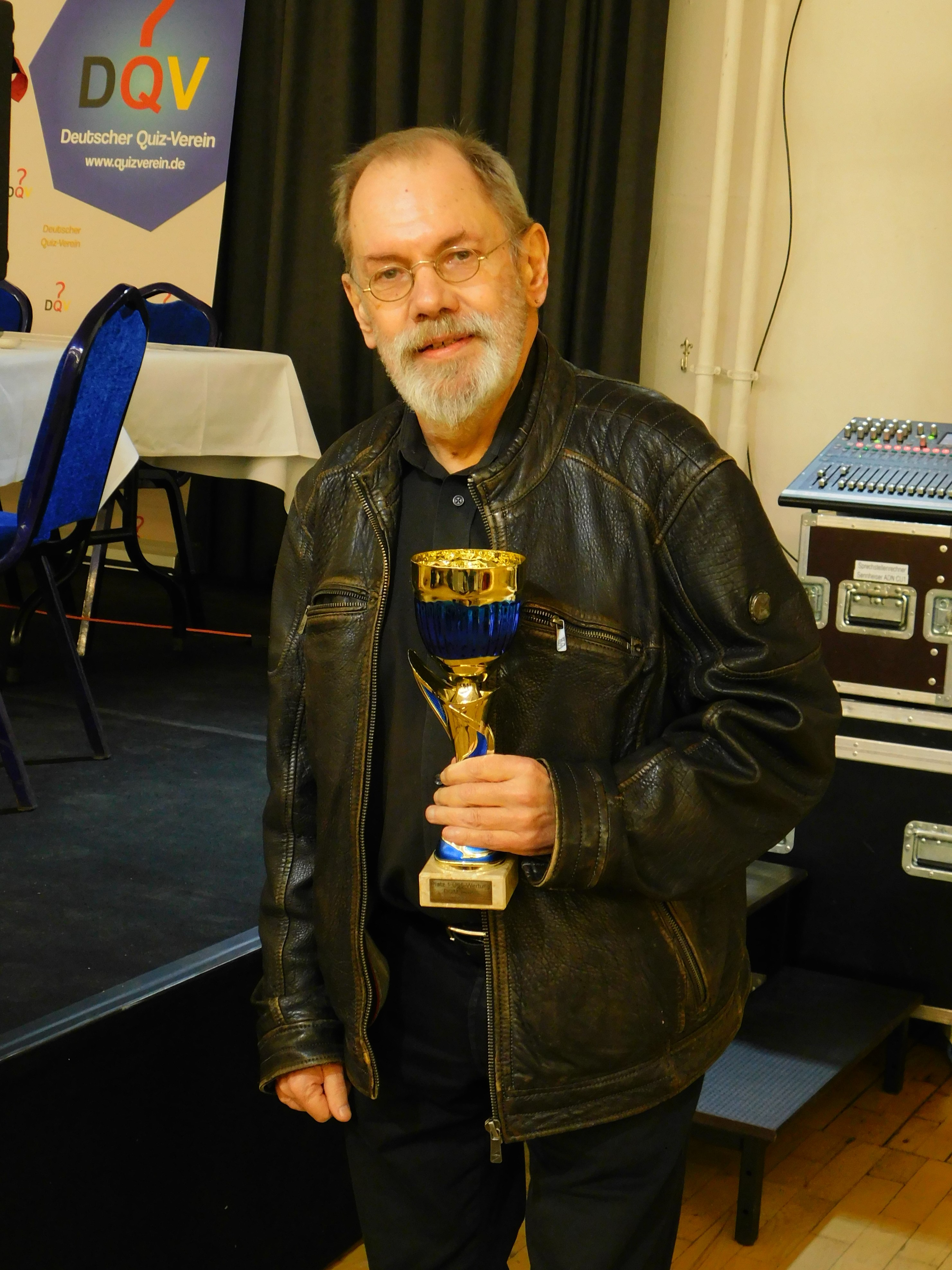
Klaus Otto Nagorsnik
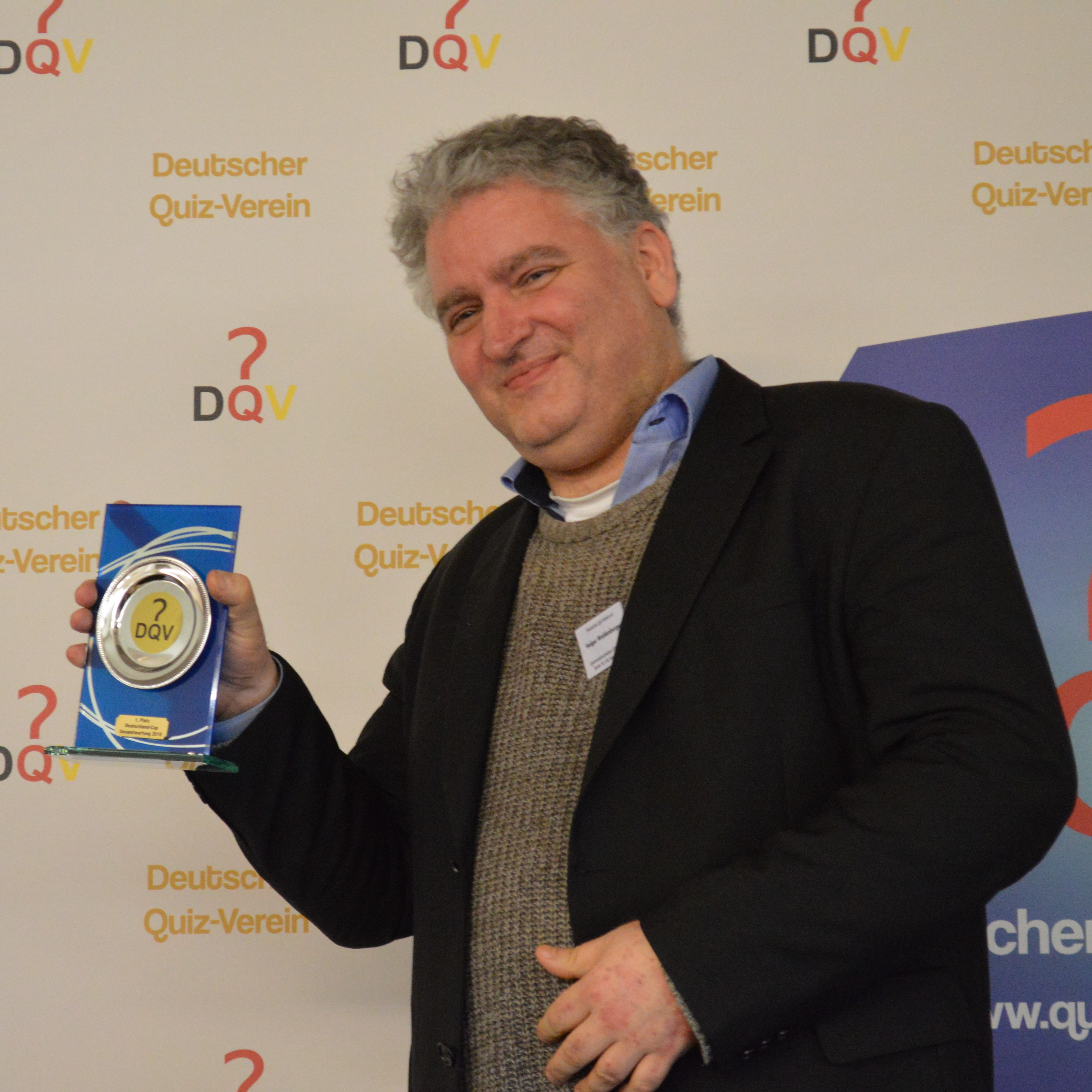
Holger Waldenberger

## Ausstrahlung

### Staffeln 1 bis 3 (2012–2015)
Von 2012 bis 2015 wurden im NDR Fernsehen bereits 32 Folgen in drei Produktionsstaffeln ausgestrahlt. Die erste Staffel lief von Juli 2012 bis August 2012 mit sechs Folgen sonntags um 22:30 Uhr. Im Juni und Juli 2013 folgte eine zweite Staffel mit acht Folgen, wobei die Folgen diesmal wöchentlich meist montags um 22:00 Uhr und manchmal samstags ausgestrahlt wurden. Am 2. August 2014 begann mit einer 90-minütigen „XXL“-Ausgabe die dritte Staffel der Sendung, mit der zwischen August 2014 und Februar 2015 insgesamt 19 weitere Folgen ausgestrahlt wurden. Diese wurden zunächst meist samstags und ab Ende 2014 üblicherweise sonntags zu unterschiedlichen Zeiten zwischen 22:00 und 0:00 Uhr gesendet.

### Staffeln 4 und 5 (2015–2016)
Aufgrund der hohen Einschaltquoten im NDR Fernsehen wurde die Sendung vom 18. Mai bis 3. Juli 2015 mit einer vierten Staffel von 33 Folgen, montags bis freitags um 18:00 Uhr im Ersten fortgesetzt. Im Unterschied zu den vorherigen im NDR gesendeten Staffeln, bei denen die meisten Kandidaten Prominente waren, traten in dieser Staffel nur freitags Prominente auf.
Vom 2. November 2015 bis 19. Februar 2016 lief die fünfte Staffel mit wochentäglicher Ausstrahlung gegen 18 Uhr in der ARD. Das Promi-Special fand donnerstags statt. Freitags wurde jeweils eine Doppelfolge gesendet. Am 7. Januar 2016 wurde eine „XXL“-Folge mit einer Länge von 93 Minuten um 20:15 Uhr gezeigt. In dieser Ausgabe traten acht prominente Kandidaten in vier Zweierteams an. Vom 7. März bis 29. Juni 2016 wiederholte Das Erste die fünfte Staffel montags bis freitags um 10:45 Uhr. Zudem waren Wiederholungen dieser Staffel zwischen dem 5. Juni und 2. Dezember 2016 auf allen Dritten Programmen mit Ausnahme des SWR zu verschiedenen Sendezeiten zu sehen.

### Staffeln 6 und 7 (2016–2018)
Vom 7. Oktober 2016 bis 20. April 2017 wurde die sechste Staffel (dritte ARD-Staffel), die 99 Folgen umfasste, ausgestrahlt. Die ersten acht Folgen dieser Staffel wurden zunächst freitags um 18:50 Uhr gesendet. In diesen Folgen traten ehemalige erfolglose Kandidaten, deren erster Auftritt etwas gemeinsam hatte (z. B. alle gegen denselben Jäger verloren, alle mehr als 5000 oder 6000 Euro in der Schnellraterunde etc.), an. Seit 2. Dezember 2016 wurde die Sendung wieder montags bis freitags um 18 Uhr ausgestrahlt, ab dem 24. März 2017 freitags wieder in Doppelfolgen. Am 4. März 2017 fand ab 20:15 Uhr die Ausstrahlung einer weiteren XXL-Ausgabe mit einer Länge von 190 Minuten statt, in der vier Prominententeams aus den Bereichen Schauspiel, Musik, Sport und Comedy gegen jeweils einen der vier Stammjäger antraten. Vom 14. Februar 2017 bis 12. Juli 2017 wiederholte das Erste die gesamte sechste Staffel montags bis freitags ab 11:15 Uhr, einige Folgen vom 17. Juli bis 4. September 2017 meist wochentags um 16:10 Uhr. Von 27. April 2017 bis 17. März 2018 gab es erneute Wiederholungen der fünften und sechsten Staffel sowie vereinzelt auch älterer Ausgaben auf allen Dritten Programmen.
Anfang 2018 begann die Ausstrahlung der insgesamt siebenten Staffel, der vierten ARD-Staffel, mit vier Spezialausgaben. Diese Folgen, in denen jeweils vier Personen einer Familie gegen einen Jäger antraten, wurden vom 2. bis 5. Januar um 21:45 Uhr im Ersten gesendet. Eine gewöhnliche Ausgabe wurde außerplanmäßig am 8. Januar um 18:50 Uhr ausgestrahlt. Die Ausstrahlung weiterer 98 Folgen dieser Staffel begann am 23. April 2018 zum regulären Sendetermin montags bis freitags um 18 Uhr und dauerte bis zum 28. September 2018. Am 18. August 2018 wurde erneut eine abendfüllende „XXL“-Ausgabe mit vier prominenten Kandidatenteams gezeigt. Wiederholungen von Folgen dieser und der Vorgängerstaffel wurden zwischen 3. April und 10. Oktober 2018 um 11:15 Uhr im Ersten gezeigt. Von 16. September 2018 bis 8. Juni 2019 liefen Wiederholungen der zweiten bis vierten ARD-Staffel auf den Dritten Programmen (im hr nur die XXL-Ausgabe von 2018).

### Staffeln 8 und 9 (2019–2020)
Die insgesamt achte Staffel, die fünfte in der ARD, wurde von 18. Juni 2019 bis 26. September 2019 wieder um 18 Uhr montags bis freitags im Ersten ausgestrahlt. Freitags wurde um 18:50 Uhr eine zusätzliche Folge gesendet. Des Weiteren wurde am Samstag, dem 22. Juni, aufgrund einer kurzen Sommerpause der Sportschau gegen 19 Uhr eine Folge ausgestrahlt. Am 20. Juli 2019 war eine weitere „XXL“-Ausgabe im Hauptabendprogramm zu sehen.
Parallel wurden im Ersten montags bis freitags um 11:15 Uhr vom 18. Juni bis 27. September 2019 erneut Wiederholungen – zunächst der vierten, dann der aktuellen ARD-Staffel mit 5-wöchiger Verzögerung zur Erstausstrahlung – gezeigt. Während der regulären Ausstrahlungszeit der fünften Staffel im Ersten wurden 87 Folgen gesendet, die Erstausstrahlung einer weiteren Folge, die aufgrund einer Sportübertragung in der ARD ausgefallen war, erfolgte am 8. Oktober 2019 im BR Fernsehen. Die ARD-Premiere dieser und einer weiteren zuvor nicht ausgestrahlten Folge fand am Samstag, dem 4. Januar 2020 statt.
Die insgesamt neunte und gleichzeitig sechste ARD-Staffel wurde am 18. April 2020 mit einem „Quizmarathon“ im Hauptabendprogramm eingeleitet. Anders als bei früheren samstagabends gesendeten Spezialausgaben traten diesmal zwölf nicht-prominente Kandidaten an. Die Sendung wurde anstelle einer aufgrund der COVID-19-Pandemie nicht produzierten Folge von Wer weiß denn sowas? kurzfristig angesetzt und bestand aus drei zusammengelegten Ausgaben, die jeweils auf die Dauer einer knappen Stunde statt der üblichen rund 45 Minuten geschnitten wurden. Die Ausstrahlung der 112 regulären Folgen der neunten Staffel erfolgte von 4. Mai bis 6. November 2020 montags bis freitags um 18 Uhr im Ersten. Ursprünglich waren nur etwa 90 Folgen vorgesehen. Wiederholungen dieser Staffel waren von 19. Mai bis 9. November 2020 wochentags um 11:15 Uhr im Ersten zu sehen.
Aufgrund COVID-19-bedingter Produktionsrückstände wurden von 15. Juni bis 10. Juli 2020 am Sendeplatz um 18 Uhr Wiederholungen der vierten und fünften ARD-Staffel gezeigt. Diese waren mit entsprechender Verzögerung auch zum Wiederholungstermin um 11:15 Uhr zu sehen. Am 18. Juli wurde eine neue XXL-Ausgabe mit vier prominenten Kandidatenteams ausgestrahlt. Ab 5. Juni 2020 wurden Folgen, die wegen der COVID-19-Pandemie ohne Publikum aufgezeichnet worden waren, ausgestrahlt. Ab 10. Juni waren in den meisten Ausgaben Acrylglas-Trennwände am Pult der Kandidaten vorhanden, ab 16. Juli auch zwischen Moderator und jeweiligem Kandidaten.
Vom 26. bis 30. Oktober 2020 traten je Ausgabe Kandidaten zweier ARD-Radiowellen an. Für jeden Radiosender spielte ein Moderator einer Morgensendung und ein zuvor über Gewinnspiele ausgewählter Hörer.
Nach Ende beider Staffeln waren auf den Dritten Programmen bis zum Beginn der regulären Folgen der nächsten Staffel Wiederholungen der jeweils letzten beiden Staffeln, im SWR 2019 auch bis zur zweiten ARD-Staffel zurückreichende, im hr ausschließlich Folgen der dritten und vierten ARD-Staffel zu sehen. Der WDR zeigte nur die jeweils aktuellste XXL-Ausgabe.

### Staffeln 10 und 11 (2021–2022)
Die insgesamt zehnte Staffel (7. ARD-Staffel) wurde in 60 Folgen vom 12. Juli 2021 bis zum 1. Oktober 2021 montags bis freitags um 18 Uhr im Ersten ausgestrahlt. Am 31. Juli 2021 wurde die XXL-Ausgabe dieser Staffel mit 16 prominenten Kandidaten ausgestrahlt.
Die elfte Staffel (8. ARD-Staffel) wurde als 10-Jahres-Jubiläumsstaffel von 20. Juni bis 21. Oktober 2022 montags bis freitags um 18 Uhr im Ersten ausgestrahlt. Am 13. August sowie am 3. September 2022 wurde jeweils eine „Quizmarathon“ genannte dreistündige Spezialausgabe mit 16 prominenten Kandidaten im Hauptabendprogramm des Ersten ausgestrahlt. Die Ausgabe vom 3. September 2022 wurde erstmals auch in der Schweiz auf SRF 1 gesendet. Neben 79 regulären Folgen wurden vom 17. bis 21. Oktober fünf Folgen des Ablegers Allein gegen alle zum Abschluss der Staffel auf dem gleichen Sendeplatz um 18 Uhr gezeigt.

### Staffel 12 (2023)
Die zwölfte Staffel (9. ARD-Staffel) wurde von 5. Juni 2023 bis 20. Oktober 2023 wieder montags bis freitags um 18 Uhr im Ersten ausgestrahlt. Sie umfasste 87 reguläre Folgen und, in den letzten beiden Wochen, 10 Folgen des Sonderformats Allein gegen Alle. In der „Radiowoche“ traten vom 26. bis 30. Juni 2023 wieder je Ausgabe zwei ARD-Rundfunkanstalten (Moderator mit Hörer) als Kandidaten an.
Am 5. und 19. August 2023 fand jeweils um 20:15 Uhr im Ersten die Ausstrahlung eines „Quiz-Marathons“ mit je 16 prominenten Kandidaten statt.

### Staffel 13 (2024)
Die dreizehnte Staffel (10. ARD-Staffel) umfasste 96 Folgen und wurde vom 13. Mai bis zum 4. Oktober 2024 ausgestrahlt. Neben dem angestammten Sendeplatz montags bis freitags um 18 Uhr im Ersten gab es zeitweise auch zusätzliche Erstausstrahlungen im Nachmittagsprogramm um 16:10 Uhr oder 17:15 Uhr.
Vor Beginn der Dreharbeiten zur neuen Staffel gab Thomas Kinne bekannt, dass er in dieser Staffel aus familiären Gründen pausieren wird. Während der Dreharbeiten zur neuen Staffel starb Klaus Otto Nagorsnik im April 2024 überraschend im Alter von 68 Jahren. Die bereits mit ihm aufgezeichneten sieben Folgen wurden aber zwischen Mai und Juli regulär ausgestrahlt. Beim dreistündigen Marathon am 20. Juli 2024 gedachte die ARD des Verstorbenen. Eine weitere abendfüllende „Marathon“-Folge gab es am 7. September 2024. Neue Folgen der Spielvariante Allein gegen alle wurden 2024 nicht produziert, stattdessen wurden zwischen dem 19. und 27. September 2024 auf dem werktäglichen 16:15 Uhr-Sendeplatz sieben ausgewählte Folgen dieser Variante aus der vorherigen Staffel des Jahres 2023 wiederholt.
Die im Juni 2024 gesendete Radiowoche umfasste im Gegensatz zu den Vorjahren zehn Folgen, die jeweils als Doppelfolgen gesendet wurden. In jeder Folge trat dabei ein Radiomoderator mit drei Hörern an.
Aufgrund der Fußball-Europameisterschaft wurden zwischen dem 17. Juni und 9. Juli 2024 keine neuen Folgen gesendet, stattdessen wiederholte die ARD Folgen der 9. ARD-Staffel von Montag bis Freitag um 18 Uhr.
Zwischen Ende der 13. und Beginn der 14. Staffel wiederholten alle Dritten Programme Folgen aus den Staffeln 11 bis 13. Seit 30. September 2024 zeigt der österreichische Sender ORF 1 Folgen der ersten drei ARD-Staffeln montags bis freitags um etwa 14:40 Uhr mit vormittäglicher Wiederholung am folgenden Werktag.

### Staffel 14 (2025)
Die vierzehnte Staffel (11. ARD-Staffel) wird seit dem 23. April 2025 wieder montags bis freitags um 18 Uhr im Ersten ausgestrahlt und soll 100 Folgen umfassen. In dieser Staffel kehrt Thomas Kinne als Jäger zurück, nachdem er sich 2024 aus familiären Gründen eine Auszeit genommen hatte. Am 10. Mai 2025 wurde ein weiterer „Quiz-Marathon“ im Hauptabendprogramm ausgestrahlt.
Die „Radiowoche“ wurde vom 19. bis 23. Mai 2025 gesendet, anders als im Vorjahr wieder mit fünf statt zehn Folgen.
Aufgrund der Fußball-Europameisterschaft der Frauen wurden zwischen dem 2. Juli 2025 bis einschließlich 29. Juli 2025 keine neuen Folgen gesendet, stattdessen wiederholte die ARD Folgen der 13. ARD-Staffel von Montag bis Freitag um 18 Uhr.

## Einschaltquoten
Seit Beginn der Ausstrahlung im Ersten im Mai 2015 steigerte sich der Marktanteil bis zur sechsten Staffel von Staffel zu Staffel als auch im Verlaufe der jeweiligen Staffeln. So erreichte die vierte Staffel (erste Staffel im Ersten) durchschnittlich 1,42 Millionen Zuschauer bei einem Marktanteil von 9,7 Prozent. Die nächste Staffel ab November 2015 kam auf durchschnittlich 2,40 Millionen Zuseher (11,4 Prozent Marktanteil). In dieser Staffel lagen die Einschaltquoten der meisten Folgen bei über zwei Millionen Zuschauern, wobei mit dem Rekordwert von 3,12 Millionen am 8. Februar 2016 erstmals die Drei-Millionen-Marke überschritten wurde.
Während der dritten ARD-Staffel im Februar 2017 wurden immer wieder über drei Millionen Zuschauer erreicht. Die zwölf um 18:50 Uhr gesendeten Ausgaben liefen mit Einschaltquoten von teils unter zwei Millionen Zusehern nicht so gut. Meistgesehene Folge war die Sendung vom 23. Februar 2017 mit 3,23 Millionen Zuschauern.
Seit der vierten ARD-Staffel wird die Sendung stets im Sommerhalbjahr gesendet, in dem die Zuschauerzahlen generell niedriger sind. Die Marktanteile sind aber weiter gestiegen. So erreichte die fünfte ARD-Staffel 15,4 % Marktanteil bei durchschnittlich 2,39 Millionen Zusehern. Die sechste ARD-Staffel lag mit 15,3 % fast gleichauf. Das entsprach mit durchschnittlich 2,58 Millionen aber mehr Zuschauern, da die Ausstrahlung bis in den November dauerte. Die drittletzte Folge dieser Staffel am 4. November 2020 stellte mit 3,78 Millionen einen neuen Zuschauerrekord für eine Vorabend-Ausgabe auf.
Die am 4. März 2017, einem Samstag, ab 20:15 Uhr ausgestrahlte Spezialausgabe war mit 5,08 Millionen Zuschauern bei einem Marktanteil von 18,1 Prozent die meistgesehene Sendung zur Hauptsendezeit, der Primetime. Das gelang auch der Spezialausgabe am Samstag, dem 18. Juli 2020, mit 3,93 Millionen Zusehern bei einem Marktanteil von 18,2 %.
Laut der ARD erzielte die im Sommer 2022 ausgestrahlte, insgesamt elfte, Staffel mit 15,8 % den bisher höchsten Marktanteil. Es wird eine Reichweite von etwa 2,3 Millionen Zuschauern angegeben.
| Nr. der ARD-Staffel/ Ausgabe | Datum                 | Zuschauer gesamt | Marktanteil | Zuschauer 14 bis 49 Jahre | Marktanteil 14 bis 49 Jahre |
| ---------------------------- | --------------------- | ---------------- | ----------- | ------------------------- | --------------------------- |
| 1                            | 18.05.2015–03.07.2015 | 1,42 Mio.        | 9,7 %       | 0,23 Mio.                 | 5,1 %                       |
| 2                            | 02.11.2015–19.02.2016 | 2,40 Mio.        | 11,4 %      | 0,36 Mio.                 | 5,8 %                       |
| XXL 2016                     | 07.01.2016            | 3,92 Mio.        | 11,5 %      | 0,81 Mio.                 | 6,8 %                       |
| 3                            | 07.10.2016–20.04.2017 | 2,61 Mio.        | 12,8 %      | 0,40 Mio.                 | 7,1 %                       |
| XXL 2017                     | 04.03.2017            | 5,08 Mio.        | 18,1 %      | 1,00 Mio.                 | 11,0 %                      |
| 4                            | 23.04.2018–28.09.2018 | 2,18 Mio.        | 14,1 %      | 0,32 Mio.                 | 7,5 %                       |
| XXL 2018                     | 18.08.2018            | 3,82 Mio.        | 17,6 %      | 0,72 Mio.                 | 11,4 %                      |
| 5                            | 18.06.2019–26.09.2019 | 2,39 Mio.        | 15,4 %      | 0,32 Mio.                 | 7,9 %                       |
| XXL 2019                     | 20.07.2019            | 3,77 Mio.        | 17,8 %      | 0,76 Mio.                 | 13,2 %                      |
| 6                            | 04.05.2020–6.11.2020  | 2,58 Mio.        | 15,3 %      | 0,32 Mio.                 | 8,3 %                       |
| XXL April 2020               | 18.04.2020            | 3,46 Mio.        | 11,1 %      | 0,68 Mio.                 | 7,5 %                       |
| XXL Juli 2020                | 18.07.2020            | 3,93 Mio.        | 18,2 %      | 0,73 Mio.                 | 14,0 %                      |
| 7                            | 12.07.2021–01.10.2021 | 2,25 Mio.        | 15,2 %      | 0,28 Mio.                 | 9,5 %                       |
| XXL 2021                     | 31.07.2021            | 3,57 Mio.        | 16,1 %      | 0,67 Mio.                 | 12,4 %                      |
| 8                            | 20.06.2022–21.10.2022 | 2,30 Mio.        | 15,8 %      |                           | [ 32 ]                      |
| XXL August 2022              | 13.08.2022            | 3,27 Mio.        | 17,8 %      | 0,50 Mio.                 | 13,5 %                      |
| XXL September 2022           | 03.09.2022            | 3,23 Mio.        | 15,6 %      | 0,49 Mio.                 | 11,5 %                      |
| XXL 5. August 2023           | 05.08.2023            | 3,73 Mio.        | 18,0 %      |                           | 14,4 %                      |
| XXL 19. August 2023          | 19.08.2023            | 3,80 Mio.        | 20,4 %      | 0,58 Mio.                 | 16,9 %                      |

## Statistik

### Rekordergebnisse
- Die bisher höchste ausgeschüttete Gewinnsumme in den regulären Ausgaben betrug 130.000 Euro und wurde in der Sendung vom 1. Februar 2016 erkämpft. Klussmann kam im Finale bei 18 vorgelegten Punkten der vier Kandidaten auf lediglich sechs Punkte. Beim Quizmarathon vom 4. März 2017 erspielten Maren Kroymann, Wolfgang Trepper, Esther Schweins und Michael Kessler 168.000 Euro gegen Waldenberger, der auf 11 von 16 Punkten kam.
- Am 22. Juni 2018 gelang einer Kandidatin mit 70.000 Euro im Duell gegen Nagorsnik der bisher höchste Gewinn einer Einzelperson.
- In den Ausgaben vom 9. März 2017 und 14. September 2020 kamen die Finalkandidaten (jeweils eine Einzelperson) auf den bisher niedrigsten Wert von nur vier Punkten. Hobiger gelang daraufhin am 14. September 2020 der Sieg in der Rekordzeit von 16 Sekunden.
- Die niedrigsten Finalwerte von Jägern waren bisher 3 Punkte bei 7 Rücksetzern von Nagorsnik am 15. Juni 2015 und 4 Punkte bei 5 Rücksetzern von Hobiger am 6. Mai 2020.
- Die bislang höchste im Finale erzielte Punktzahl ist 23. Diesen Wert erreichten die vier Kandidaten in den Sendungen vom 16. Dezember 2015, vom 21. Oktober 2016 und vom 17. August 2020. Am 2. August 2021 und am 29. Juni 2022 wurden jeweils 23 Punkte von nur drei Kandidaten erreicht.
- Die bisher höchste Punktzahl eines einzelnen Kandidaten in der Finalrunde wurde in den Ausgaben vom 19. August 2021 und vom 25. April 2025 mit 20 Punkten erreicht.
- Bezieht man bei der Punktzahl der Kandidaten die erzielten Rücksetzer mit ein, so erreichten die drei Finalteilnehmer der Sendung vom 23. Juli 2020 effektiv die höchste Punktzahl von 29. Sie hatten 21 Punkte vorgelegt und konnten den Jäger achtmal zurücksetzen.
- In der Finalrunde vom 3. September 2018 kam Jacoby auf den Rekordwert von 24 richtigen Antworten in zwei Minuten. Die drei verbliebenen Kandidaten hatten 19 Punkte vorgelegt und konnten den Jäger fünfmal zurücksetzen, trotzdem holte er sie kurz vor Ablauf der Zeit noch ein.
- Die höchste Punktzahl, die nicht zum Gewinnen ausreichte, ist 22. Diese wurde in der Sendung vom 15. August 2024 von Adriane Rickel geschlagen. Dies war das erste Mal überhaupt, dass ein Jäger ein Finale mit mehr als 20 Punkten gewann.
- Andererseits genügten in der Sendung vom 13. September 2019 gegen Klussmann bereits 7 Punkte zum Gewinnen. Das ist die bislang niedrigste Punktzahl, mit der ein Finalsieg gelang.
- Am 4. Juni 2015 wurde im Finale der bislang höchste Vorsprung erzielt. Der Finalist holte 19 Punkte, während der Jäger (inklusive Rücksetzer) nur 3 Punkte erringen konnte. Den höchsten Vorsprung im Finale einer XXL-Ausgabe erzielte Thomas Hermanns am 18. August 2018. Er holte 19 Punkte, während der Jäger inklusive Rücksetzer nur 5 Punkte erspielte.
- Auf den Rekordwert von acht Rücksetzern kamen die Kandidaten in den Sendungen vom 22. August 2019 und vom 23. Juli 2020.
- Das höchste Angebot in einem Einzelduell machte am 5. Februar 2016 Jacoby mit einem Betrag von 220.000 Euro. Das niedrigste Angebot machte am 3. Juni 2020 Hobiger mit einem Betrag von −1.000.000 Euro.
- Das höchste Ergebnis der Schnellraterunde liegt bei 6500 Euro, das von einer Kandidatin am 24. Juli 2023 erreicht wurde. Als sehr gutes Ergebnis gelten 5000 Euro, woraufhin Bommes gern vom „5000er-Club“ spricht.
- Mit einer fehlerfreien Finalrunde und 18 korrekten Antworten in Folge konnte Manuel Hobiger in der Folge vom 17. Mai 2024 einen Rekord aufstellen: Kein Jäger erreichte einen so genannten „Durchmarsch“ mit 18 Antworten zuvor.
- In der Ausgabe vom 15. August 2024 hatte Adriane Rickel nach zwei Patzern und einem Rücksetzer einen 21er-Lauf in 1:30 min und gewann mit 14 Sekunden Restzeit das Finale noch mit 22 Punkten gegen drei Kandidaten.
- In der Ausgabe vom 28. Mai 2024 beantwortete ein Kandidat alle Fragen sowohl in der Schnellraterunde als auch im Duell gegen Jacoby ohne einen einzigen Fehler – also insgesamt 16 Fragen – richtig, wodurch er 5.500 € ins Finale einbrachte, das Jacoby mit einem 19er-Lauf bei 20 erspielten Punkten, je einem Aus- und Rücksetzer sowie zwei Sekunden Restzeit noch für sich entscheiden konnte.[63]

### Jäger-Statistik
In diese Statistik gehen die regulären Sendungen und die Sonderausgaben aller vollständig gesendeten Staffeln ein, deren Ergebnisse vollständig in der Episodenliste aufgeführt sind. Das gilt gegenwärtig für die drei NDR-Staffeln und die ARD-Staffeln 1 bis 10.
| Jäger | Manuel Hobiger | Sebastian Jacoby | Thomas Kinne | Sebastian Klussmann | Klaus Otto Nagorsnik | Adriane Rickel | Annegret Schenkel | Holger Waldenberger | Grażyna Werner | alle Jäger  |
| --- | -------------- | ---------------- | ------------ | ------------------- | -------------------- | -------------- | ----------------- | ------------------- | -------------- | ----------- |
| Auftritte | 106            | 213              | 71           | 207                 | 178                  | 51             | 27                | 59                  | 5              | 917         |
| Finalsiege | 81             | 170              | 38           | 145                 | 116                  | 33             | 21                | 47                  | 1              | 652         |
| Finalsiegquote | 76 %           | 80 %             | 54 %         | 70 %                | 65 %                 | 65 %           | 78 %              | 80 %                | 20 %           | 71 %        |
| Duellsiege | 214            | 382              | 109          | 407                 | 327                  | 102            | 56                | 104                 | 4              | 1705        |
| Duellsiegquote | 51 %           | 45 %             | 38 %         | 49 %                | 46 %                 | 50 %           | 51 %              | 44 %                | 20 %           | 46 %        |
| Ausgespieltes Geld (1) | 340.709 €      | 927.604 €        | 529.700 €    | 1.234.500 €         | 959.850 €            | 185.700 €      | 29.500 €          | 596.000 €           | 83.500 €       | 4.887.063 € |
| Ausgespieltes Geld pro Auftritt | 3.214 €        | 4.355 €          | 7.461 €      | 5.964 €             | 5.392 €              | 3.641 €        | 1.093 €           | 10.102 €            | 16.700 €       | 5.329 €     |
| Richtige Antworten pro 2 Minuten (2) | 17,9           | 19,4             | 16,6         | 17,6                | 17,3                 | 17,4           | 17,8              | 19,3                | 12,5           | 17,9        |
| Rücksetzer pro Auftritt (3) | 1,42           | 1,63             | 1,99         | 1,81                | 1,74                 | 1,59           | 1,19              | 1,14                | 3,20           | 1,66        |
| (1) die von den Kandidaten gegen diesen Jäger im Finale gewonnene Gesamtsumme (2) die Gesamtzahl der vom Jäger im Finale korrekt beantworteten Fragen, geteilt durch die Gesamtzeit des Jägers im Finale, normiert auf 2 Minuten (3) Bei den frühen NDR-Folgen fehlen in der Episodenliste dazu eventuell noch Angaben; das würde sich in der Statistik auf die unteren beiden Zeilen auswirken. |                |                  |              |                     |                      |                |                   |                     |                |             |

Im betrachteten Zeitraum waren Jacoby und Waldenberger am erfolgreichsten in den Finalrunden der Sendung: Sie konnten jeweils 80 Prozent ihrer Finale gewinnen. Den dritten Platz belegt Schenkel mit 78 Prozent. Die durchschnittliche Siegquote der Jäger beträgt 71 Prozent, die Kandidaten konnten sich also nur in 29 Prozent der Fälle im Finale durchsetzen.
In den Einzelduellen gegen die Kandidaten schnitten bislang Hobiger und Schenkel am erfolgreichsten ab; sie konnten 51 Prozent der Kandidaten am Einzug ins Finale hindern. Gegen Rickel schied mit 50 Prozent der Kandidaten ein fast genauso großer Anteil vorzeitig aus. Die meisten anderen Jäger erreichten in ihren Duellen etwas geringere Siegquoten. Durchschnittlich kamen 54 Prozent der Kandidaten ins Finale. Besonders viele Kandidaten konnten ihre Duelle gegen Werner (80 Prozent) und Kinne (62 Prozent) gewinnen.
Insgesamt gewannen die Kandidaten im betrachteten Zeitraum fast 4,9 Millionen Euro. Am wenigsten Geld wurde mit durchschnittlich 1.093 Euro pro Auftritt bislang gegen Schenkel gewonnen. Hobiger ermöglichte den Kandidaten mit 3.214 Euro pro Auftritt die zweitkleinsten durchschnittlichen Gewinne. Am meisten Geld wurde mit 16.700 Euro pro Auftritt gegen Werner gewonnen. Waldenberger verlor die Finalrunden zwar selten, bei einigen seiner Niederlagen gewannen die Kandidaten jedoch hohe Summen, sodass er mit 10.102 Euro pro Auftritt am zweitmeisten Geld „ausspielte“. Von den noch aktiven Jägern kommt Kinne mit 7.461 Euro pro Auftritt auf den höchsten Wert.
Als schnellste Jäger erwiesen sich Jacoby und Waldenberger mit durchschnittlichen Werten von 19,4 und 19,3 richtigen Antworten pro 2 Minuten.
Waldenberger hat mit nur 1,14 Rücksetzern pro Auftritt die bislang geringste Fehlerquote. Schenkels Quote ist mit durchschnittlich 1,19 Rücksetzern pro Auftritt am zweitbesten. Der Gesamtdurchschnitt beträgt 1,66 Rücksetzer pro Auftritt.

## Trivia

### Personelles
- Einige Teilnehmer von Gefragt – Gejagt waren zuvor schon als Kandidaten anderer Fernsehshows bekannt geworden oder nahmen nach Gefragt – Gejagt an einer anderen teil. Ralf Schnoor (im Jahr 2010 Gewinner von einer Million Euro bei Wer wird Millionär?) gehörte zu den Teilnehmern der ersten mit nicht-prominenten Kandidaten gespielten Ausgabe, die am 8. Juli 2013 gesendet wurde.[64] Olufemi Smith (2008 Gewinner von 2,5 Millionen Euro bei Schlag den Raab) nahm in der Sendung vom 2. Februar 2017 teil, und Michael Marji, der in der Sendung vom 5. Januar 2015 angetreten war, gewann 2016 die Summe von 118.000 Euro bei 500 – Die Quiz-Arena.
- In der Ausgabe vom 20. April 2017, der letzten der sechsten Staffel, gab Waldenberger bekannt, dass er als Jäger wahrscheinlich aufhören werde, was dann auch so geschah. Er verzichtete deshalb in dieser Ausgabe auf das Tragen einer Krawatte.[15]
- Der Jäger Klussmann machte besonders in der vierten und fünften ARD-Staffel durch das ständige Tragen auffälliger Blumenhemden auf sich aufmerksam. In der Ausgabe vom 9. August 2019 erschien er mit einer gelben Rose im Mund, die er der ersten Kandidatin schenkte, nachdem sie ihm zuvor ein Kompliment gemacht hatte. Am 26. September 2019 trat er in einer kurzen Hose mit Blumenmuster anstatt eines Blumenhemdes auf und stieg zu deren Präsentation zweimal auf seinen Stuhl. Dabei bezeichnet er ausgerechnet Blumen als eine persönliche Wissenslücke.[65] In der Ausgabe vom 27. Mai 2020 trat Klussmann beim ersten Duell im Trenchcoat auf.[66] In der XXL-Ausgabe vom 31. Juli 2021 hatte Klussmann bei jedem Duell eine andere Jacke an, die jeweils ein malerisches Kunstwerk repräsentierte. Zudem trägt er ab und zu T-Shirts mit dem Studiohund Molly, einem Boston Terrier, der sich in der Redaktion aufzuhalten scheint, als Motiv unter dem Sakko.
- In den zwischen 4. Mai und 4. Juni 2020 ausgestrahlten Ausgaben betrat der Jäger Nagorsnik das Studio aufgrund einer Adduktorenreizung im Oberschenkel mit zwei Gehstöcken; am 4. Mai blieb er zwischen den Duellen auf seinem Platz sitzen.[67]
- In der XXL-Ausgabe vom 18. Juli 2020 traten die Jäger Nagorsnik und Hobiger sowie Klussmann und Jacoby im sonst typischen Kostüm des jeweils anderen auf, wobei Klussmann bei der Vorstellung der Jäger vor seiner Runde nicht vorkam.
- In der 500. Ausgabe von Gefragt – Gejagt am 23. Oktober 2020 trat der Jäger Jacoby in einem Pailletten-Sakko auf. Bei seinem ersten Erscheinen bedankte er sich außerdem beim Moderator Bommes für die Zusammenarbeit und trug eine Statistik über die Anzahl der bisher von ihm vorgelesenen Fragen vor.
- In der letzten Ausgabe der 13. Staffel am 4. Oktober 2024 bat Jägerin Rickel Moderator Bommes vor dem ersten Duell um eine „halbe Minute“, in der sie sich beim gesamten Gefragt – Gejagt-Team, sowie allen an dieser Staffel teilgenommenen Kandidaten bedankte und den 2024 verstorbenen Jäger Nagorsnik als ein „Herzstück der Sendung“ ehrte.[68]

### Umstrittene Fragen bzw. Antworten
- In der Sendung vom 20. März 2017 beantwortete der Finalkandidat die zuvor von Nagorsnik falsch beantwortete Frage „Welche südamerikanische Präsidentengattin wurde erst 24 Jahre nach ihrem Tod offiziell bestattet?“ mit Evita Perón – dem Spitznamen, unter dem die Ehefrau Juan Peróns weltbekannt geworden war. Die Antwort wurde nicht gewertet, da ihr bürgerlicher Name Eva Perón erwartet wurde. Obwohl für den Ausgang der Sendung letztendlich bedeutungslos, entschuldigte sich Bommes am Beginn der folgenden Ausgabe für den nicht gegebenen Punkt.
- In der XXL-Ausgabe vom 20. Juli 2019 wurde die Frage gestellt, welche Bundesministerin Tochter eines ehemaligen Ministerpräsidenten sei. Gesucht wurde Ursula von der Leyen, Tochter von Ernst Albrecht. Von der Leyen war jedoch wenige Tage vor der Ausstrahlung aus dem Amt als Verteidigungsministerin geschieden, da sie zwischenzeitlich zur EU-Kommissionspräsidentin gewählt worden war. Im Verlauf der Sendung wurde eine weitere Frage gestellt, in der von der Leyen als Ministerin bezeichnet wurde. Wie der Jäger Kinne anschließend auf Facebook bekannt gab, erfolgte die Aufzeichnung bereits Ende Juni, als der Wechsel von der Leyens in die europäische Politik noch nicht absehbar war.
- Im Finale der Ausgabe 371 vom 28. August 2019 bekam Nagorsnik die Frage „Von welchem Peter heißt es im Kinderbuch ‚Und die Mutter blicket stumm auf dem ganzen Tisch herum‘?“ gestellt. Nagorsnik beantwortete die Frage mit „Zappel-Philipp“, was als falsche Antwort gewertet wurde. Die folgende Antwort der Kandidaten „Struwwelpeter“ wurde als korrekt gewertet und Nagorsnik um einen Punkt zurückgesetzt. Jedoch bezieht sich das Zitat, auch wenn es aus dem Struwwelpeter stammt, in der Tat auf die dortige Figur des Zappel-Philipp. Die Redaktion der Sendung entschuldigte sich daher auf Twitter für den nicht korrekt zustandegekommenen Punkt.[69] Da Nagorsnik dennoch gewann, hatte der Vorfall auf den Ausgang der Sendung keinen Einfluss.
- In der Ausgabe 393 vom 23. September 2019 wurde erstmals eine Niederlage der Kandidaten nachträglich in einen Sieg umgewandelt. Nachdem Nagorsnik die Frage, wer als Fußballspieler und -trainer deutscher Meister und Pokalsieger geworden sei, falsch beantwortet hatte, nannten die beiden Finalkandidaten den Namen Jupp Heynckes. In der Sendung selbst galt Niko Kovač als einzige richtige Antwort, sodass Nagorsnik nicht um einen Punkt zurückgesetzt wurde. Er gewann das Finale zwei Sekunden vor Ablauf der Zeit. Da jedoch in der Tat auch Heynckes beide Titel als Spieler und Trainer gewinnen konnte (weiterhin wäre mit Thomas Schaaf auch noch eine dritte mögliche Antwort richtig gewesen), wurde den Kandidaten der Sieg rückwirkend anerkannt und die Gewinnsumme von 5000 Euro ausgezahlt.[70]
- In der Sendung vom 10. Juni 2020 sorgte Kinne im Finale für Verwirrung, da er die Frage, welches Tieres männlicher Vertreter ein Eber sei, mit „Wildschwein“ statt nur mit „Schwein“ beantwortete, da männliche Wildschweine üblicherweise als Keiler bezeichnet werden.[71] Die Bezeichnung „Eber“ für das männliche Wildschwein ist aber nicht falsch.[72] Für den Ausgang der Sendung war die als richtig gewertete Antwort aber irrelevant, da die Kandidaten trotzdem gewannen.
- In der Sendung vom 16. September 2020 lautete die Frage, wie viele UEFA-Champions-League-Titel deutsche Trainer gewonnen haben. Die Antwort lautete „fünfmal“. Da der FC Bayern München im August seinen Champions-League-Titel mit Hans-Dieter „Hansi“ Flick gewann, sind es korrekterweise sechs Titel. Da diese Sendung schon davor aufgezeichnet wurde, war die Antwort dennoch korrekt.
- In der Ausgabe vom 3. August 2021 wurde im Finale dem Kandidaten und dem Jäger mit „Was antwortet man im Kreuzworträtsel auf ‚jetzt‘ mit drei Buchstaben?“ die gleiche Frage gestellt. Der Kandidat antwortete mit „nie“ statt der korrekten Antwort „nun“, welche später der Jäger abgab. Das „nie“ des Kandidaten wurde aber als richtig gewertet. Auf der Webseite zur Sendung wird unter den Fragen zur Ausgabe allerdings im Kandidatenfinale die Frage: „Was antwortet man im Kreuzworträtsel auf ‚zu keiner Zeit‘ mit drei Buchstaben?“ angegeben, worauf „nie“ die richtige Antwort wäre. Es dürfte sich um einen Fehler bei der Fragestellung handeln, der sich durch einen weiteren Fehler beim Schneiden der Ausgabe so kurios äußert.[73]
- In der Sendung vom 4. September 2023 wurde gefragt, von welchem Film-Lehrer der Ausspruch „Bah, wat habt ihr für ne fiese Charakter!“ zu hören war. Als Auswahl waren John Keating aus Club der toten Dichter, Prof. Crey aus Die Feuerzangenbowle und Zeki Müller aus Fack ju Göhte gegeben. Dieses Zitat stammt zwar aus der Feuerzangenbowle, jedoch nicht von Prof. Crey, sondern vom Lehrer Bömmel. Die Kandidatin entschied sich dennoch für Antwort B und kam weiter.
- In der Ausgabe vom 14. August 2024 wurde Jacoby in der Finalrunde die Frage „Welcher Tim spielt neben Morgan Freeman im Gefängnisfilm Die Verurteilten?“ gestellt, die er mit „Tim Roth“ beantwortete. Obwohl die korrekte Antwort „Tim Robbins“ hätte lauten müssen, wurde Jacobys Antwort als richtig gewertet. Dieser Irrtum hatte auf den Ausgang der Sendung jedoch keinen Einfluss, da die Kandidaten das Finale letztendlich für sich entscheiden konnten.[74]

### Unterhaltsames und statistisch Besonderes
- Zur Auflockerung der Sendung werden speziell seit der sechsten Staffel seitens des Moderators und der Jäger regelmäßig Scherze eingebaut. Dazu gehört vor allem eine vorgespielte Feindseligkeit zwischen dem Moderator und den Jägern.
- Ein zentrales Thema der Späße ist Musik, besonders aufgrund der vor allem in der sechsten Staffel – insbesondere bei Musikfragen – häufig vorkommenden kurzen Gesangseinlagen des Moderators, die den Jägern nicht zu behagen scheinen. Als scherzhafte Gegenaktion sangen die vier Stammjäger Jacoby, Klussmann, Nagorsnik und Waldenberger in der XXL-Ausgabe vom 4. März 2017 ein Lied mit dem Titel Die Nervensäge Bommes zur Melodie von Mein kleiner grüner Kaktus.[75] In der XXL-Ausgabe vom 18. August 2018 „rächte“ sich Bommes, indem er ein Medley zu den Melodien von Flieger, grüß mir die Sonne, Bruttosozialprodukt, Sag mir, wo die Blumen sind und Schöner fremder Mann sang.[76] Die Lieder parodierten Jacoby, Klussmann und Nagorsnik (den in der Zwischenzeit für Waldenberger ins Jäger-Team nachgerückten Hobiger erwähnte Bommes in seinem Medley nicht.) In der XXL-Ausgabe vom 31. Juli 2021 wurden erstmals Schlagerlieder bei vier entsprechenden Fragen eingespielt.
- Gelegentlich kommt es vor, dass im Einzelduell Kandidaten ihre Antwort erst nach Ablauf des Zeitfensters von fünf Sekunden abgeben und diese somit nicht gewertet werden können. Den Jägern passiert dies nur in seltenen Einzelfällen, wie z. B. in den Sendungen vom 16. Dezember 2015 (Waldenberger), 7. Januar 2016 (Klussmann) und 21. Januar 2016 (Jacoby).
- In der Woche vom 6. bis 10. Februar 2017 konnten die Jäger in fünf aufeinanderfolgenden Sendungen die Finalrunden nicht gewinnen; jeder der fünf Jäger verlor einmal.
- In der Folge vom 31. Mai 2018 nahm erstmals eine Kandidatin ein Negativangebot (im konkreten Fall −1000 Euro) an und schaffte es in das Finale, woraufhin das „gewonnene“ Geld von dem vorher erspielten abgezogen wurde. Am 4. Juni 2024 nahm erneut eine Kandidatin ein Negativangebot an, in diesem Fall –300 Euro, das nach ihrem Finaleinzug ebenfalls von dem bereits erspielten Geld abgezogen wurde.
- In der Ausgabe vom 30. Juli 2018 betrat vor dem ersten Einzelduell zunächst Nagorsnik den Gang zum Jägerpult. Dabei wurde er aber von Klussmann überholt und verdrängt. In der Ausgabe vom 28. Mai 2020 blieb Jacoby vor dem vierten Einzelduell nach der Einlaufmusik hinter dem Eingang zum Jäger-Stuhl stehen. Nach kurzer Imitation durch Moderator Bommes und wiederholter Einlaufmusik erschien er regulär.
- In der Folge 368 vom 23. August 2019 las Moderator Bommes in der Schnellraterunde neben der Frage versehentlich auch gleich die Antwort der Frage mit vor; der Punkt wurde dem Kandidaten trotzdem gegeben. Dasselbe passierte erneut in der Sendung vom 6. Juni 2024.
- Als dem letzten Kandidaten der Ausgabe 392 vom 20. September 2019 60.000 Euro geboten wurden, wurde auf den Leinwänden „Zocken, zocken!!!“ eingeblendet. Der Kandidat verlangte dafür jedoch 100.000 Euro. Daraufhin wurde das Angebot tatsächlich auf 100.000 Euro erhöht. Eine Angebotsänderung hatte es zuvor in der Sendung noch nie gegeben. Der Kandidat blieb trotzdem bei seinen in der Vorrunde erspielten 2000 Euro. Zum zweiten Mal kam eine Angebotsänderung in der Ausgabe vom 17. September 2021 vor, als der erste Kandidat das auf seinen Wunsch hin von Nagorsnik von 12.500 auf 15.000 Euro erhöhte Angebot annahm. Ein drittes Mal nahm ein Kandidat in der Sendung vom 6. September 2023 gegen Jacoby das von der Redaktion von 22.000 auf 25.000 Euro erhöhte Angebot an. Beim vierten Mal in der Sendung vom 18. September nahm die Kandidatin die Angebotserhöhung von 25.000 Euro auf 30.000 Euro gegen Jacoby nicht an. Die fünfte Erhöhung gab es am 10. Juli 2024 von 18.000 auf 20.000 Euro gegen Klussmann. Sie wurde von der Kandidatin angenommen und durch das Duell gebracht.
- In der Ausgabe vom 7. Mai 2020 trat mit Jacoby erstmals ein Jäger auf, der nicht zu den drei in der Vorschau aufgezählten dieser Folge gehörte. In der Ausgabe vom 14. August 2020 tat Klussmann es ihm gleich.
- In der Ausgabe vom 4. Juni 2020 bezeichnete der vierte Kandidat die ihm gebotenen 20.000 Euro als lächerlich wenig. Daraufhin wurde das Angebot von der Redaktion auf 10.000 Euro halbiert.
- In der Ausgabe vom 14. Juli 2021 sorgte der Jäger Nagorsnik für ein Novum, als er bei der letzten verbliebenen Kandidatin sowohl auf die obere als auch auf die untere Stufe eine Summe von 20.000 Euro legte.
- In der Folge vom 20. September 2021 hatten drei erfolgreiche Kandidaten 6.000 Euro erspielt; um eine durch vier teilbare Summe zu erreichen, bot Kinne dem letzten Kandidaten auf der unteren Stufe –5.996 Euro.
- Der Jäger Hobiger scherzt bei Angeboten zwischen einem und sechs Euro oft, dass er sie erwürfelt habe. In der Folge vom 23. September 2021 brachte er dem Kandidaten Florian einen Würfel mit, mit dem dieser sich den Betrag auf der unteren Stufe von zwei Euro selbst erwürfelte.
- In der Ausgabe am 26. Juni 2023 erschien der Jäger Nagorsnik zum Auftakt der „Radiowoche“ mit einem Strohhut und einem Kofferradio. Dies solle scherzhaft symbolisieren, dass er bei Strandurlauben Radio höre.
- Häufig witzelt der Moderator bei Fragen über Kunstwerke, dass er diese einmal zuhause hatte. Wahlweise habe er es später verliehen, verschenkt oder es sei ihm gestohlen worden. So kommt das beispielsweise in der Sendung vom 14. August 2023 vor.[77] Aus diesem Grund brachte ihm Nagorsnik in der Sendung vom 4. September 2023 auch eine Karte mit, auf dem das Gemälde Das Eismeer von Caspar David Friedrich abgebildet ist.[78]
- Der „Quiz-Marathon“ am 19. August 2023 war insofern besonders, als zum ersten Mal in einem „Promi-Special“ alle vier Runden von den Prominenten gewonnen wurden.[79]
- In der Ausgabe vom 13. Juni 2024 setzte sich Sebastian Klussmann für eine Frage verkehrt herum auf den Stuhl, weil Donya Farahani („Radiowoche“) ihn als verwirrend empfand und danach fragte.
- Nachdem sie den ersten beiden Kandidaten auf der obersten Stufe 16.000 bzw. 18.000 Euro bot, machte Jägerin Rickel dem dritten Kandidaten am 11. Juli 2024 ein Angebot von 19.999 Euro statt der erwarteten 20.000 Euro, „um nicht so berechenbar zu sein“. Der vierten Kandidatin machte Rickel ein Angebot von 21.888 Euro. Beide Angebote wurden von den Kandidaten nicht angenommen.
- In der Sendung vom 15. August 2024 ging Alexander Bommes erstmalig vor einem Jäger auf die Knie und verbeugte sich vor Adriane Rickel. Bommes bat die Jägerin nach dem Finale direkt zu sich nach unten, woraufhin er sie umarmte.[80]
- Die Ausstrahlung der Ausgabe vom 8. Mai 2025 wurde kurz nach Beginn abgebrochen, da gegen 18:07 Uhr per Rauchzeichen verkündet wurde, dass das Konklave einen neuen Papst gewählt hat, woraufhin Das Erste zu einer Live-Berichterstattung aus Rom wechselte.
- In 879 Episoden hatten alle Jäger zusammen, Waldenberger, Nagorsnik und Werner mitgerechnet, insgesamt 61 Durchmärsche, in denen sie fehlerlos die Kandidaten einholten (Stand: 1. Juli 2025).

## In anderen Medien
- Während der Dreharbeiten für die fünfte ARD-Staffel Anfang 2019 wurde Bommes „Opfer“ der am 6. April 2019 ausgestrahlten Ausgabe der Unterhaltungssendung Verstehen Sie Spaß?. Beteiligt waren daran sowohl die Regie als auch die Kandidaten (bereits zuvor Lockvögel bei Verstehen Sie Spaß?) und Jäger Jacoby. Am manipulierten Pult traten in der ersten Runde Bildschirmstörungen auf, sobald Bommes es berührte. Die zweite Kandidatin war im Vorfeld mit den Fragen und Antworten ausgestattet worden, kam so in der Schnellraterunde auf die regulär noch nie erreichte Summe von 8000 Euro und „gewann“ in der Risikovariante 75.000 Euro, wobei betont schwere Fragen gestellt wurden. Der dritte Kandidat trat bereits zu Beginn sehr offensiv und arrogant an, sodass er nach einer angeblich falschen Antwort in Rage den Fragenautor und Jacoby verbal angriff. Jacoby konterte ebenfalls verbal. Weiterhin bekräftigte dieser Kandidat (er wurde als Chirurg dargestellt) die zuvor von Jacoby gestellte Diagnose einer angeblich schweren Krankheit bei Bommes. Als ein erneutes Auftreten des Jägers anstand, erschien nun aber Moderator Guido Cantz und erlöste seinen Kollegen.[81]
- Innerhalb der ARD-Quizsendungen kommt es immer wieder vor, dass Protagonisten einer Sendung als Kandidaten bei den anderen auftreten. So waren Bommes, Jacoby, Klussmann, Kinne, Rickel und Nagorsnik bereits Kandidaten bei Wer weiß denn sowas?. In der Sendung Quizduell beziehungsweise Quizduell-Olymp waren es Bommes, Hobiger, Jacoby, Kinne, Nagorsnik, Rickel und Schenkel.
- In Todesmal, dem fünften Band seiner Reihe um Sabine Nemez und Maarten S. Sneijder, lässt der österreichische Schriftsteller Andreas Gruber eine alte Professorin auftreten, die sich immer wieder die gleiche Folge von Gefragt – Gejagt auf einer Videokassette anschaut. Die Protagonistin, Kommissarin Sabine Nemez, erklärt: „Ich liebe Gefragt – Gejagt …. Mein Lieblingsjäger ist der Besserwisser“, worauf die alte Dame antwortet: „Meiner ist der Bibliothekar.“ Nemez bestätigt daraufhin: „Ja, der ist auch gut. Eigentlich liebe ich sie alle“, und die Professorin pflichtet ihr bei.[82]